# سانت جون داكر

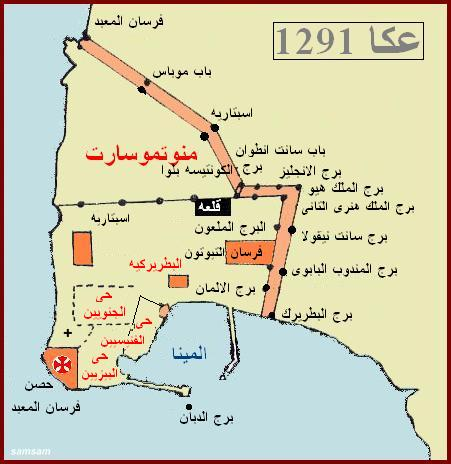
عكا في 1291 قبل فتحها

سانت جون داكر (بالإنجليزية: Ptolemais in Phoenicia) أو (بالفرنسية: Saint-Jean-d'Acre) هو الأسم القديم لعكا أيام حكم الصليبيين لها حين سقطت في 1104 م. بقيت كذلك حتى فتحها المماليك في 1291.